# Heterophrynus armiger
Espèce
Heterophrynus armiger est une espèce d'amblypyges de la famille des Phrynidae.

## Distribution
Cette espèce se rencontre en Équateur dans la province d'Esmeraldas et en Colombie sur l'île Gorgona,.

## Description
Le mâle holotype mesure 34 mm.
Le mâle décrit par Víquez, Chirivi, Moreno-González et Christensen en 2014 mesure 28,4 mm et la femelle 29,4 mm.

## Publication originale
- Pocock, 1902 : A contribution to the systematics of the Pedipalpi. Annals and Magazine of Natural History, sér. 7, vol. 9, p. 157-165 (texte intégral).